# ネットジェッツ
ネットジェッツ（NetJets）はバークシャー・ハサウェイの子会社で、ビジネスジェットの部分的所有権や持分を販売するアメリカ企業である。このような商品形態はフラクショナル・オーナーシップと呼ばれる。ネットジェッツは1964年にエグゼクティブ・ジェット・アビエーション (Executive Jet Aviation) として設立された。その会社はビジネスジェットのチャーターや機体管理を行う世界初の会社であった。

## 歴史
ネットジェッツの元となるエグゼクティブ・ジェット・エアウェイズ (Executive Jet Airways:EJA) は、1964年にビジネスジェットのチャーターや機体管理を行う世界初の会社として設立された。設立時の取締役会には、空軍大将のカーチス・ルメイや准将のポール・ティベッツ、ワシントンの法律家であり元は軍のパイロットであったブルース・サンドラン、俳優でありパイロットであるジェームズ・ステュアート、エンターテイナーであるアーサー・ゴッドフリーがおり、空軍の退役少将であるオルバート・ラシターが社長兼取締役会議長を担った。EJAは当初、1964年に10機のリアジェット 23を用いて業務を始めた。1970年にはブルース・サンドランが社長となり、1976年にはポール・ティベッツが社長になった。1970年代後半までに、EJAは約250人の契約客を持つようになっており、年に300万マイル以上のフライトをしていた。
1984年、EJAは数学者で元ゴールドマン・サックスの幹部であったリチャード・サンタリに買収された。彼は、ヘリコプターを洋上石油事業のサービス・プロバイダにリースする事業をしていた。サンタリがEJAの議長兼CEOになったとき、彼は22年にわたるパイロット日誌を精査し、数人の個人が一つの機体を所有する新しいビジネスモデルを考え始めた。
1987年、歴史上最初のフラクショナル・オーナーシップ企業になるというネットジェッツ計画が公式発表された。その頃、ネットジェッツ・アメリカの全ての航空機に塗装された3桁の機体記号には「QS」が付いていた。これは、航空機の四分の一の持分 (Quarter Shares) を販売するという画期的なコンセプトを象徴しており、今日のネットジェッツのブランドを代表する特徴である。
1995年にホーカー 1000の最初の四分の一の持分を購入した一人が、バークシャー・ハサウェイのCEOであるウォーレン・バフェットだった。彼はすぐに、フラクショナル・オーナーシップというコンセプトはゼネラル・アビエーションの未来だと判断し、1998年にEJAとネットジェッツを買収した。
ネットジェッツはすぐにヨーロッパに、さらにロシアに事業を広げた。そして2006年までにヨーロッパ最大のビジネスジェットの提供者となった。それは大陸で9番目に大きな航空事業者であった。
2009年8月初頭、サンタリはCEOを辞任し、デービッド・ソコルが就任した。創業者であるサンタリの旅立ちに続いて、ネットジェッツは本社をニュージャージー州から故郷であるオハイオ州コロンバスに移した。
2010年、ネットジェッツはマーキス・ジェット社をその設立者であるジェシー・イッツラーとケニー・ディクターから買い取った。プリペイド型のマーキス・ジェットカードにより、顧客はネットジェッツの機体を25時間飛ばせる権利を購入できる。
事業認可を得るために2012年から中国当局と協同してきたネットジェッツは、2014年9月、中国で航空機チャーター事業を始める許可を得た。

## 事業内容

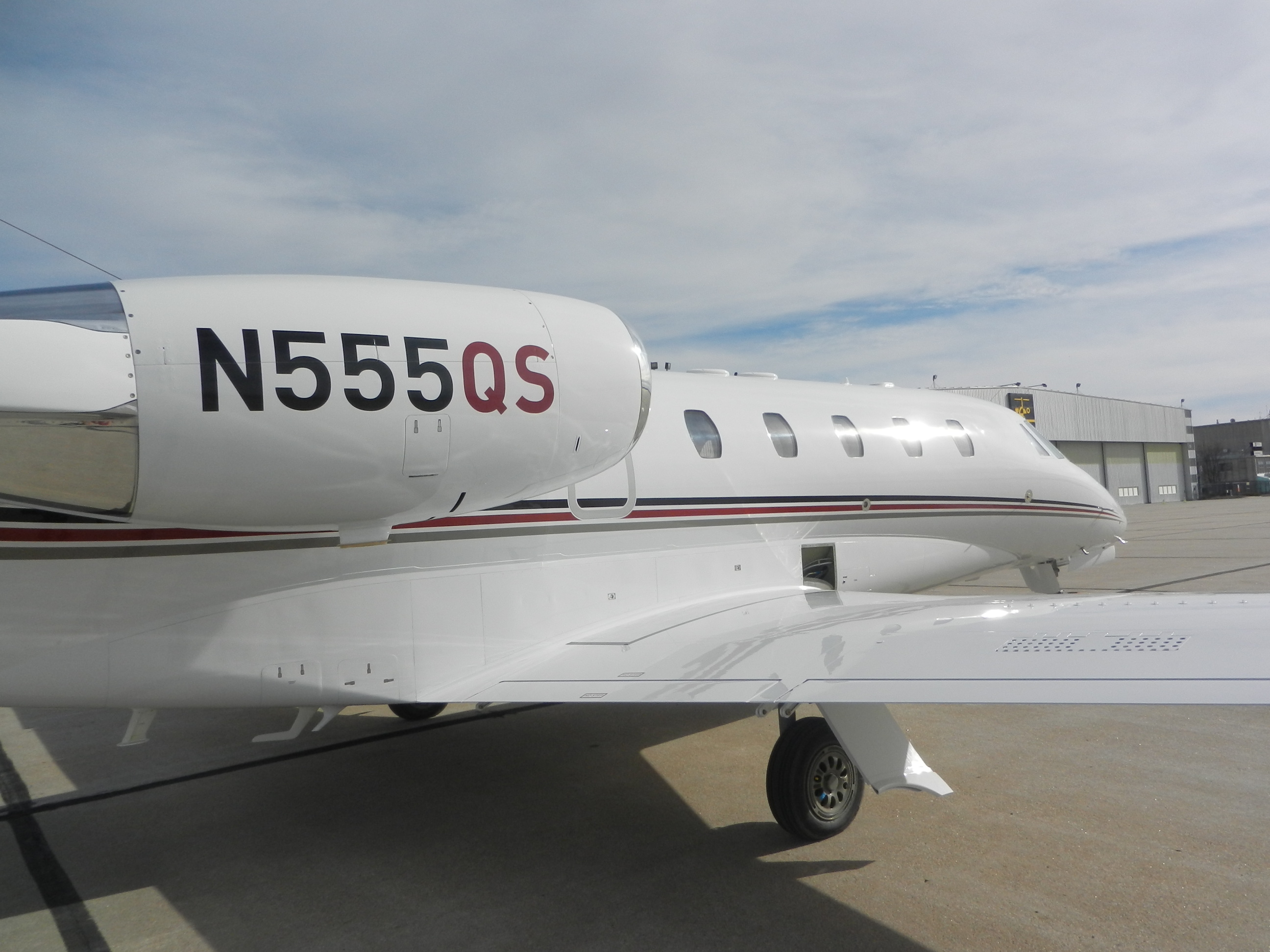
機体は全て同じデザインで塗装されている。アメリカ籍の機体は、機体記号に「四分の一の持分」を表す「QS」の文字を含んでいる。

ネットジェッツのサービスは主に3種類ある。ネットジェッツが世界で最初に始めたフラクショナル・オーナーシップ形態の「ネットジェッツ・シェア」、リース形態の「ネットジェッツ・リース」、プリペイドカード形式でフライト時間を購入する「マーキス・ジェットカード」である。それぞれの概要は以下の表を参照。なお、この節の内容は別途記載があるものを除き、ネットジェッツ社の情報による。
|                            | ネットジェッツ・シェア          | ネットジェッツ・リース          | マーキス・ジェットカード                 |
| -------------------------- | ------------------------------- | ------------------------------- | ---------------------------------------- |
| 向いている顧客             | 年50時間以上利用                | 年50時間以上利用                | 年25〜50時間利用                         |
| 主な特徴                   | 機体を資産として所有            | 機体購入費用が不要              | 飛行時間分を前払い                       |
| 契約期間                   | 36ヶ月                          | 24〜60ヶ月                      | 12〜36ヶ月で25時間                       |
| 機体の種類                 | 13機種                          | 13機種                          | 10機種                                   |
| 一時的な機体の変更         | 小型化は保証 大型化は空きによる | 小型化は保証 大型化は空きによる | 小型化はPPDを除き保証 大型化は空きによる |
| 予約締切時間               | 機種によって4〜6時間前          | 機種によって4〜6時間前          | 10時間前                                 |
| PPD (混雑による利用制限日) | 10日                            | 10日                            | 30日                                     |

一般的に費用対効果の観点から、年に400時間を越えるフライトが必要であれば、航空機の自己所有が向いている。年に50〜400時間であれば、フラクショナル・オーナーシップが向き、年に25〜50時間であればジェットカードが向いている。そして、年に25時間未満であれば、個別のチャーターが向くとされている。

### ネットジェッツ・シェア
特定の1機を共同所有する仕組み。機体1機の年間飛行時間を800時間とし、その「16分の1」、つまり50時間が最小持分となる。そして、ここから「32分の1」、つまり25時間ずつ持分を増やすことができる。この持分に応じて機体の購入コストやランニングコストを負担することで、持分に応じた飛行時間を使う権利を得る。
機体の維持管理やパイロットの訓練などの手間は全てネットジェッツに任せればいいので、顧客はただコストを負担するだけで、自分の専用機を持っているかのように機体を使うことができる。自分の機体を他の共同所有者が使っている場合は、ネットジェッツが管理する他の機体に空きがあれば、それを使うこともできる。
この形態の場合は機体を購入するので、経理的には資産を所有することになる。機体の種類と持分の大きさにより、最初に機体の購入費用がかかる。ランニングコストとしては、毎月、パイロット給料や格納庫使用料、保険料などの月間管理料金がかかる。さらに自分の使用に応じて、着陸料や燃料費などの占有料金を支払うことになる。

### ネットジェッツ・リース
特定の1機の飛行時間をリースする。リース形態を取るので、経理的には資産を所有せず、費用としてリース料を支払うことになる。リース契約は2年から5年の範囲でおこなわれ、原則として途中解約はできない。シェア形態では最初に機体購入資金が必要だが、リース形態では契約時に4ヶ月分の預託金を支払うだけでよく、初期投資が安く済む。そしてリース期間中は毎月、固定額のリース料金を支払う。ランニングコストについては、基本的にシェアと同様である。

### マーキス・ジェットカード
ビジネスジェットの飛行時間を25時間単位で前払いするプリペイドカード。特定の1機を所有したりリースしたりするのではなく、機種を決めてそのフライト時間を購入する。上の表にあるように、シェアやリースと比べて、フライト予約の締切時間が前倒しになるなどのデメリットがある。このプリペイド料金はフライトそのものの料金であり、燃油サーチャージや空港使用料などは別途払うことになる。ビジネスジェットをチャーターするのに似ているが、個別のフライトごとに調整や契約をする必要は無く、電話1本またはアプリで簡単にフライトの予約ができる。
ジェットカードの仕組み
- 飛行時間の扱い：前払い購入した飛行時間 (25時間) から、使用した時間が分単位で引かれる。この引かれる時間は「実飛行時間＋12分」である。12分は離着陸のための地上走行時間 (Taxing Time) として、フライトごとに一律に課せられる時間である。
- フライト予約の締切時間：国内飛行のフライト予約は、通常は出発の10時間前まで、後述のPPDであれば120時間前までにすればよい。アメリカ本土の外へ飛ぶ場合は、48時間前までの予約が必要。
- サービスエリアとフェリー料金：基本サービスエリアは「アラスカ、ハワイを除くアメリカ本土」と「カナダの主要空港」である。出発空港と到着空港の両方がこのエリア内にあれば、フェリー料金は請求されない。出発空港か到着空港のどちらかが基本サービスエリア外であれば、契約した機体によって、フェリー料金の無料ゾーン (Ferry Waiver Zone) の適用がある。例えば、小型機エンブラエル フェノム 300などの契約であれば、カリブ海諸国が無料ゾーンに入り、大型機ガルフストリーム G550などの契約であれば、ヨーロッパも無料ゾーンに入る。また、ボンバルディア グローバル 6000の契約であれば、さらに南米とインド、中国も無料ゾーンに入る。 これらの条件を満たさないフライトであれば、アメリカ本土の最寄りの国際空港からのフェリー料金が請求される。
  - フェリー料金について：例えば、顧客は空港Aから空港Bへ飛びたいが、機体は別の空港Zを母港にしているとする。一般的なチャーターでは、「実際に搭乗するAからBへのフライト」だけでなく、「機体がZからAに迎えに来るフライト」と「機体がBからZへ帰るフライト」の料金を請求される。このような機体移動だけのフライトをフェリーフライトと呼び、その料金をフェリー料金と言う。
- PPD (Peak Period Day)：PPDは春休みやクリスマスなど、顧客の利用が集中する日に、機体のやりくりをスムーズにするために設定される利用制限日で、このカードでは年間30日ほどのPPDが設定される。PPDには、顧客が希望するフライト時間をネットジェッツの裁量で最大3時間ずらしたり、無料ゾーンの適用が無くなったり、機体のやりくりがつかない場合に他のサイズの機体に変更されたりするなどのデメリットがある。
- 契約外の機体も使用可能：機体の交換レートが定められており、契約外の機体に空きがあれば、それを使うことができる。例えば、小型機セスナ サイテーション・アンコールと大型機ガルフストリーム G550の交換レートは「3.4：1」である。アンコールの契約者がG550に乗りたければ、G550を1分飛ばすごとにアンコールのカードの残り時間から3.4分ずつ引かれる。

マーキス・ジェットカードの価格 (25時間分)は、 小型機セスナ サイテーション・アンコールで149,900ドル、中型機ホーカー 800XPで199,900ドル、大型機ガルフストリーム G450で363,900ドルとされる。

## 税金問題
ネットジェッツはアメリカのIRS (内国歳入庁) との間で税務紛争を抱えている。通常の航空運送事業では、FAA (連邦航空局) に支払う税金が搭乗客のチケットに課されている。しかし、ゼネラル・アビエーション事業には、このような税は課されない。内国歳入庁は、ネットジェッツのフラクショナル・オーナーシップモデルは、特定の場合には航空運送事業の偽装にあたるとし、ネットジェッツの未払税金と罰金は合計3億6600万ドルを超えていると査定した。ネットジェッツは、この査定と以前に支払った6億4300万ドルの税金と罰金について、IRSを訴えた。近年のFAA (連邦航空局) の再認可法案には、ネットジェッツと他のフラクショナル・オーナーシップ企業を支援するように法律を変えることで、一時的にせよ、この問題に対処する条項が含まれている。

## 保有機材
ネットジェッツは約700機のビジネスジェットを保有しており、世界最大の規模である。以下はキャビンサイズことに分類する。
小型機
- セスナ サイテーション・アンコール（英語版）
- エンブラエル フェノム 300
- セスナ サイテーション エクセル（英語版）/XLS

中型機
- ホーカー 750
- ホーカー 800/800XP
- ホーカー 900XP
- セスナ サイテーション・ラティチュード
- セスナ サイテーション・ソヴリン（英語版）
- セスナ サイテーション X（英語版）
- ボンバルディア チャレンジャー 350

大型機
- ダッソー ファルコン 2000/2000EX
- ボンバルディア チャレンジャー 650
- ガルフストリーム IV/G450
- ガルフストリーム V/G550
- ボンバルディア グローバル 5000/6000

## 発注
2012年6月11日、ネットジェッツはゼネラル・アビエーション業界で史上最大となる総額176億ドルの発注を行った。ネットジェッツは、30機のボンバルディア グローバル 5000/6000、25機のボンバルディア チャレンジャー 650、75機のボンバルディア チャレンジャー 350シリーズ、25機のセスナ サイテーション・ラティチュード、50機のエンブラエル フェノム 300シリーズを確定発注した。
購入同意書の一部として、追加で40機のボンバルディア グローバル 5000/6000、50機のボンバルディア チャレンジャー 650、125機のボンバルディア チャレンジャー 350シリーズ、125機のセスナ サイテーション・ラティチュード、75機のエンブラエル フェノム 300シリーズを条件付き発注した。

## グループ企業
- エグゼクティブ・ジェット・マネジメント (Executive Jet Management)：オンデマンドの航空チャーターサービス、チャーター機管理、航空機管理サービスを手がける。オハイオ州シンシナティに拠点。
- ネットジェッツ・アビエーション (NetJets Aviation)：ネットジェッツ・アメリカの全保有機材を運航している。オハイオ州コロンバスに拠点。
- マーキス・ジェット・パートナーズ (Marquis Jet Partners)：フライト時間をパックにしたプリペイド式のマーキス・ジェットカードを販売。2010年にネットジェッツの完全子会社となった。

## 関連会社
- ネットジェッツ・ヨーロッパ（英語版） (NetJets Europe)：ポルトガルのリスボンに拠点を置く会社で、ネットジェッツが一部出資している。

## 事故
- 2002年5月2日：サイテーション560（機体記号397）は、テキサス州リーキー（英語版）で滑走路の中間地点を越えて着陸した。機体は滑走路の端を越え、木に衝突した。乗組員と4人の乗客が脱出できた後、衝突後の火災によって機体は滅失した[21]。
- 2003年11月25日：機体記号632は、前脚を収納した状態で着陸した。その原因は不明である[22]。
- 2004年8月18日：機体記号961は、ワイオミング州ジャクソンに着陸する際、ランディングギアの不調に遭遇した。2人の乗客と2人の乗組員にケガは無かった[23]。
- 2005年9月26日：機体記号669は、オハイオ州コロンバスで離陸のための地上走行中にランディングギアの不調に遭遇した。2人の乗組員にケガは無かった[24]。
- 2006年1月5日：機体記号391の乗組員は、ウイスコンシン州ウッドラフ（英語版）に着陸する際、適切な速度を維持するのに失敗した。右翼が滑走路に接触した。機体は滑走路から離れ、雪だまりに突っ込んだ。2人の乗組員と5人の乗客にケガは無かった[25]。
- 2006年8月28日：ホーカー 800XP（機体記号879）は、ネバダ州リノへの接近中に、ネバダ州スミス（英語版）の上空でグライダーと衝突した。この機は軽度の損傷を負ったものの、無事に着陸した。グライダーのパイロットはパラシュートで無事に地上へ降りた[26]。
- 2011年5月27日：ガルフストリーム G200（英語版）（機体記号749）は、ニューヨーク州ニューバーグにランディングギアを収納したまま着陸した[27]。
- 2014年7月23日：ガルフストリーム G200（英語版）（機体記号731）は、コロラド州アスペンに着陸する際、タイヤの不調に遭遇した[28][29]。
- 2014年9月19日：ナッシュビル国際空港から飛んできたエンブラエル フェノム 300（機体記号322[30]）は、テキサス州コンローのローンスター・エグゼクティブ空港（英語版）で滑走路から滑り出た[31]。その地域はハリケーン・オディール（英語版）の影響で、浸水していた。パイロットらにケガは無かった。

## 参照
1. ↑  "The history of fractional Aircraft Ownership; NetJets History.
2. ↑  Hermann Simon mentioned this company in his correspondent book as an example of a "Hidden Champion" (Simon, Hermann: Hidden Champions of the 21st Century : Success Strategies of unknown World Market Leaders. London: Springer, 2009.- ISBN 978-0-387-98147-5. P. 13)
3. ↑  p. 58 in: U.S. Congress, House Committee on Banking and Currency. (1972). The Penn Central Failure and the Role of Financial Institutions. U.S. Government Printing Office, Washington, D.C. 336pp.
4. ↑  "Homage to Dick Lassiter".
5. 1 2  "Netjets History" Archived 2009-04-16 at the Wayback Machine..
6. ↑  WPaul Tibbets: A Rendezvous with History by Di Freeze" Archived 2011-07-01 at the Wayback Machine..
7. ↑  "Cuts at NetJets delay expansion plans in Ohio".
8. ↑  "Netjets History".
9. ↑  Lopez, Luciana (2014年9月24日). “NetJets wins approval to launch China service” (英語). Reuters
10. ↑  "Programs at a glance". NetJets.
11. ↑  "The Buyer's Guide to Private Aviation" (PDF). NetJets.
12. ↑  "Part 1: Before You Buy A Private Jet Card, Read This". Forbes.
13. ↑  Deirdre van Dyk "Why You Need a Private Jet". Inc.
14. ↑  "Marquis Jet Card - Terms and Conditions" (PDF). NetJets.
15. ↑  "Marquis Jet Card - Agreement" (PDF). NetJets.
16. ↑  "Jet Card Pricing". JetCards.org.
17. ↑  Harris, Andrew (2012年3月10日). “Buffett’s NetJets Countersued by for Unpaid Taxes” (英語). Bloomberg
18. ↑  Holm, Erik (2011年11月19日). “Berkshire's NetJets Sues IRS Over Tax Bill”. WSJ
19. ↑  "NetJets Orders Up to 275 Bombardier Challenger Business Jets".
20. ↑  "NetJets order big for Cessna, but impact may be delayed".
21. ↑  "FTW02LA136". National Transportation Safety Board. Archived from the original on 2014-12-15.
22. ↑  "ATL04IA048". National Transportation Safety Board. Archived from the original on 2014-12-15.
23. ↑  "DEN04IA126". National Transportation Safety Board. Archived from the original on 2014-12-15.
24. ↑  "CHI05LA277". National Transportation Safety Board. Archived from the original on 2014-12-15.
25. ↑  "CHI06LA058". National Transportation Safety Board. Archived from the original on 2014-12-15.
26. ↑  "LAX06FA277A". National Transportation Safety Board. Archived from the original on 2014-12-15.
27. ↑  "ERA11IA316". National Transportation Safety Board. Archived from the original on 2012-10-20.
28. ↑  "The Kathryn Report: Gulfstream G200, Netjets, N731QS: Incident occurred July 23, 2014 at Aspen-Pitkin County Airport/Sardy Field (KASE), Aspen, Colorado". TheKathrynReport.com. July 24, 2014.
29. ↑  "Plane skids off Sardy Field runway on landing | Aspen Daily News Online". Aspen Daily News. July 24, 2014.
30. ↑  "Netjets Aviation #322 19-Sep-2014 KBNA - KCXO". FlightAware.com.
31. ↑  "Plane slides off runway at regional airport in Conroe". KPRC-TV.